# Maria I van Schotland
Maria I Stuart (Engels: Mary) (Paleis van Linlithgow, 7 of 8 december 1542 – Fotheringhay Castle, 8 februari 1587), ook bekend als Mary, Queen of Scots, was koningin van Schotland van 14 december 1542 tot 24 juli 1567. Zij was de dochter van koning Jacobus V en Maria van Guise. Toen zij zes dagen oud was, werd zij al koningin, als gevolg van haar vaders dood kort na de Slag bij Solway Moss. Maria Stuart is misschien de bekendste Schotse monarch, deels wegens haar tragische levensgeschiedenis en haar einde op het hakblok.
Maria I van Schotland wordt soms verward met Maria I van Engeland (Bloody Mary) (een nicht van haar vader), die van 1553 tot 1558 koningin van Engeland was.

## Huwelijken
Hendrik VIII van Engeland ondertekende op 1 juli 1543 het verdrag van Greenwich, dat bepaalde dat de toen zes maanden oude Maria als ze tien jaar werd naar Engeland zou komen om te trouwen met zijn zoon Eduard VI van Engeland. 
De katholieke kardinaal Beaton Earl of Lennox begeleidde haar op 27 juli 1543 naar Stirling Castle met 3500 gewapende mannen om haar te beschermen tegen protestanten. Ze werd er op 9 september 1543 in de kapel tot koningin gekroond. Kort voor de kroning hielden de Engelsen Schotse kooplieden uit Frankrijk aan en namen hun koopwaar in beslag. Het Parlement van Schotland verbrak daarop in december het verdrag van Greenwich. 
Hendrik VIII stuurde zijn leger om Maria tot het beloofde huwelijk te dwingen. In mei 1544 nam de Engelse graaf van Hertford - de latere hertog van Somerset - Edinburgh in en de Schotten evacueerden Maria naar Dunkeld. In mei 1546 vermoordden protestanten Beaton. Op 10 september 1547 verloren de Schotten de Slag bij Pinkie Cleugh, Maria vluchtte drie weken naar Inchmahome Priory en de Schotten smeekten koning Hendrik II van Frankrijk om hulp. Die bood een bondgenootschap aan, bezegeld met een huwelijk van de vierjarige Maria met zijn driejarige zoon, kroonprins Frans. In februari 1548 namen de Engelsen Haddington in en de Schotten brachten Maria naar Dumbarton Castle. In juni landde een Frans leger te Leith en na een belegering heroverden ze Haddington. Op 7 juli 1548 keurde het Schotse parlement in een nonnenklooster het huwelijk van Mary met Frans goed en Maria reisde via Roscoff in Bretagne naar het Franse hof, waar ze opgevoed werd.

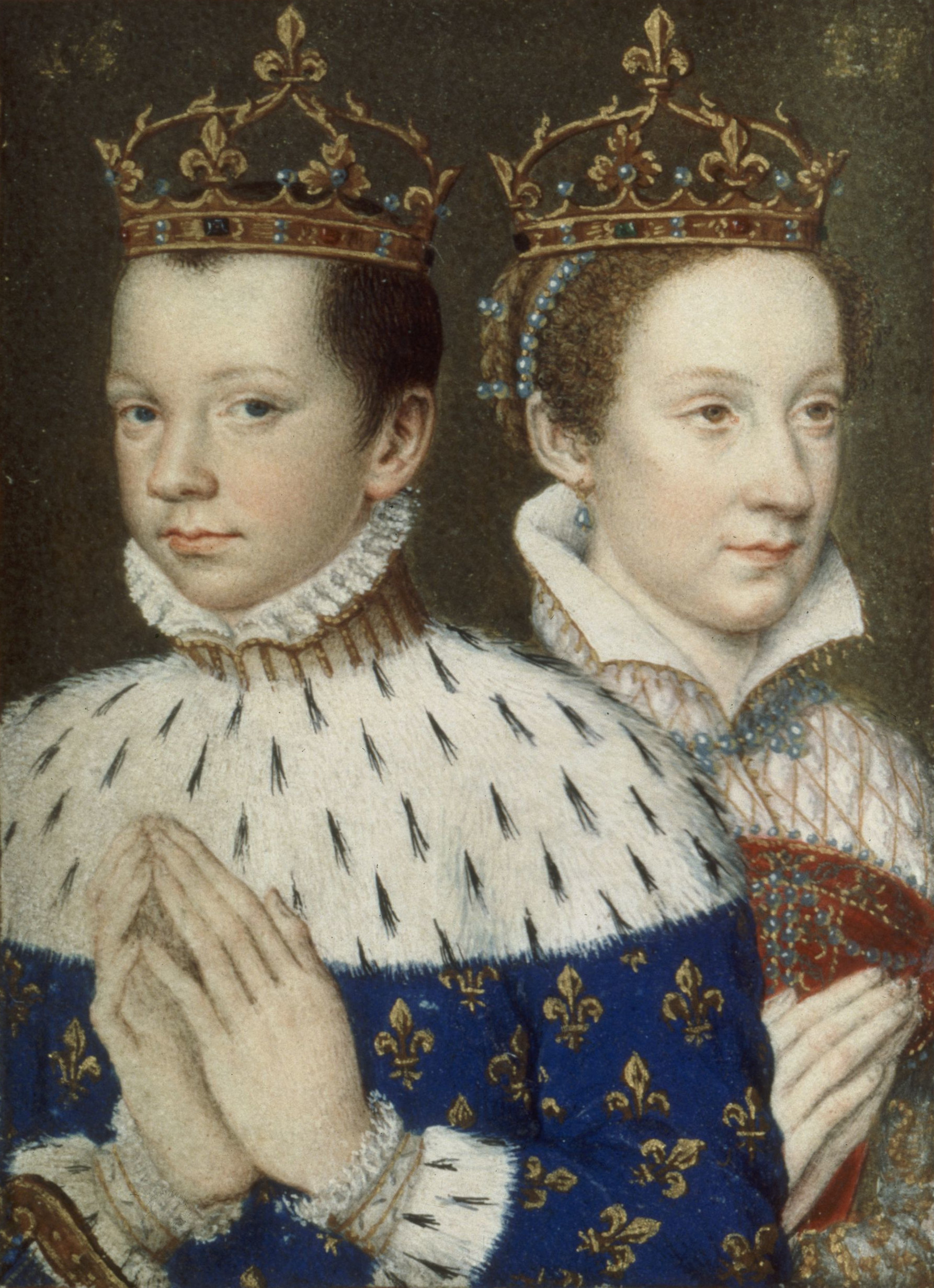
Frans II en Maria

Op 24 april 1558 huwde zij in de Notre-Dame van Parijs met de dauphin Frans II van Frankrijk en zo was ze gedurende zeventien maanden koningin van Frankrijk, tot aan de vroegtijdige dood van haar echtgenoot op 5 december 1560. Op haar 18e was zij al weduwe. Op 19 augustus 1561 keerde Maria terug naar Schotland.
Maria zond William Maitland of Lethington als gezant naar het Engelse hof om te bepleiten dat zij troonopvolger was. Koningin Elizabeth I weigerde om een troonopvolger aan te duiden. Eind 1561 en begin 1562 werd een ontmoeting van beide koninginnen gepland in York of Nottingham in augustus of september 1562, maar Elizabeth zond Sir Henry Sidney om af te zeggen vanwege de Hugenotenoorlogen in Frankrijk.
De oom van Maria, kardinaal Karel van Lotharingen, onderhandelde met aartshertog Karel II van Oostenrijk om te huwen met Maria, maar zij wees dat af. Zij onderhandelde met Don Carlos van Spanje, erfopvolger van koning Filips II van Spanje, maar die verhinderde dat. Elizabeth wilde dat Maria zou trouwen met de Engelse protestant Robert Dudley 1e graaf van Leicester, maar die wilde niet.
Begin 1563 werd de Franse dichter Pierre de Boscosel de Chastelard betrapt onder het bed van Maria en hij werd verbannen uit Schotland. Twee dagen later drong hij haar slaapkamer binnen terwijl zij zich uitkleedde. Zij schreeuwde om hulp en haar halfbroer, James Stewart, graaf van Moray, snelde toe en kon de man overmeesteren. Hij werd veroordeeld voor hoogverraad en onthoofd.
In februari 1561 was haar Engelse neef, Lord Darnley, in Frankrijk zijn deelneming komen betuigen bij de dood van haar echtgenoot Frans. Ze zagen elkaar terug op 17 februari 1565 in Wemyss Castle in Schotland en Maria werd verliefd op de 1,80 m lange man. Zij trouwden te Holyrood Palace op 29 juli 1565. Beiden waren katholiek en op 25 september verleende de paus een vrijstelling op datum van 25 mei zodat ze als neef en nicht mochten trouwen. In oktober 1565 bleek Maria zwanger, maar er gingen geruchten dat privésecretaris David Rizzio de vader was en Darnley werd jaloers. Op 9 maart vermoordden protestanten Rizzio in het bijzijn van de zwangere Maria op een banket in Holyrood Palace. In de nacht van 11 op 12 maart vluchtten Maria en Darnley naar Dunbar Castle en keerden op 18 maart terug naar Edinburgh. Mary beviel van James op 19 juni 1566 in Edinburgh Castle. In oktober 1566 verbleef Maria te Jedburgh en reed ze vier uren te paard om de gewonde graaf van Bothwell te bezoeken te Hermitage Castle. Bij haar terugkeer in Jedburgh was ze ziek, ze moest braken, zag niet, kon niet spreken, had stuiptrekkingen en lag soms bewusteloos. Haar Franse dokters verzorgden haar en op 25 oktober was ze beter.
Eind november 1566 besprak Maria te Craigmillar Castle een echtscheiding van Darnley. Kort voor Kerstmis werd James gedoopt te Stirling. Darnley vluchtte naar Glasgow. Eind januari 1567 gebood Maria haar echtgenoot terug te keren naar Edinburgh. Hij herstelde van een ziekte in het huis van de broer van James Balfour, Lord Pittendreich bij de vroegere abdij van Kirk o' Field en Maria bezocht hem elke dag. In de avond van 9 op 10 februari 1567 bezocht Maria hem iets vroeger waarna ze naar het huwelijk van haar bediende Bastian Pagez ging. In de eerste uren van de ochtend verwoestte een ontploffing Kirk o' Field en Darnley werd dood gevonden in de tuin. Bothwell werd verdacht van moord, maar werd op 12 april vrijgesproken na een rechtszitting van zeven uren.
Een week later overtuigde Bothwell vierentwintig edelen en bisschoppen om de Ainslie Tavern Bond te ondertekenen, waarin ze toestemden in zijn huwelijk met koningin Maria.
Maria bezocht haar zoon tussen 21 en 23 april 1567 te Stirling. Bij haar terugkeer naar Edinburgh op 24 april ontvoerde Lord Bothwell haar naar Dunbar Castle. Volgens ooggetuige James Melville of Halhill verkrachtte hij haar. Op 6 mei keerden Maria en Bothwell terug naar Edinburgh en op 15 mei trouwden ze voor de protestantse kerk. Bothwell was acht dagen daarvoor voor de Protestant Commissary Court te Edinburgh gescheiden van zijn eerste vrouw Jean Gordon, Countess of Bothwell, zus van Lord Huntly.
Katholieken vonden Bothwells echtscheiding en het protestantse huwelijk onwettig. Zowel katholieken als protestanten vonden het ongepast dat Maria hertrouwd was met de man die beschuldigd werd van de moord op haar echtgenoot. Zesentwintig Schotse lords trokken met een leger op tegen Mary en Bothwell. In de Slag bij Carberry Hill op 15 juni deserteerden de soldaten van Maria. Bothwell kreeg een vrijgeleide en de lords voerden Maria naar Edinburgh, waar de menigte haar uitschold voor hoer en moordenares. De nacht erop werd ze opgesloten in Loch Leven Castle op een eiland in het midden van Loch Leven. Tussen 20 en 23 juli kreeg Maria een miskraam van een tweeling. Op 24 juli werd ze gedwongen tot troonsafstand ten voordele van haar eenjarige zoon James en Moray werd regent. Bothwell werd verbannen en werd in Denemarken in de gevangenis opgesloten. Daar werd hij krankzinnig en stierf in 1578.

## Gevangenschap en executie

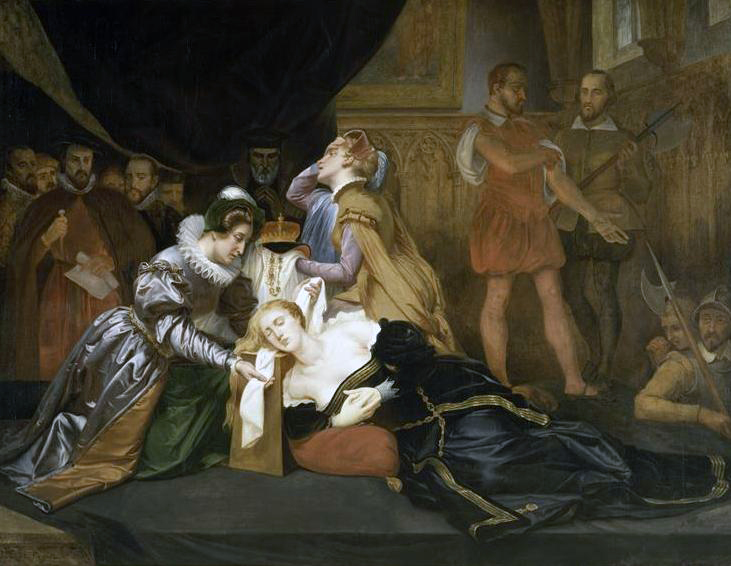
Executie van Maria Stuart

Op 2 mei 1568 ontsnapte Maria uit Loch Leven Castle met hulp van George Douglas, broer van de kasteelheer Sir William Douglas, 6th Earl of Morton. Ze verzamelde 6000 man en vocht op 13 mei tegen Moray in de Slag bij Langside. Ze werd verslagen en vluchtte naar het zuiden, overnachtte in Dundrennan Abbey en stak op 16 mei in een vissersboot de Solway Firth over naar Engeland. Ze landde te Workington in Cumberland en overnachtte in Workington Hall. Op 18 mei namen de autoriteiten haar in hechtenis in Carlisle Castle.
Maria verwachtte hulp van Elizabeth, maar die stelde een onderzoek in of Maria schuld had aan de moord op Darnley. Midden juli 1568 werd Maria overgebracht naar Bolton Castle. Tussen oktober 1568 en januari 1569 werden conferenties gehouden te York en Westminster. In Schotland vochten haar aanhangers de Marian civil war tegen de regent Moray.

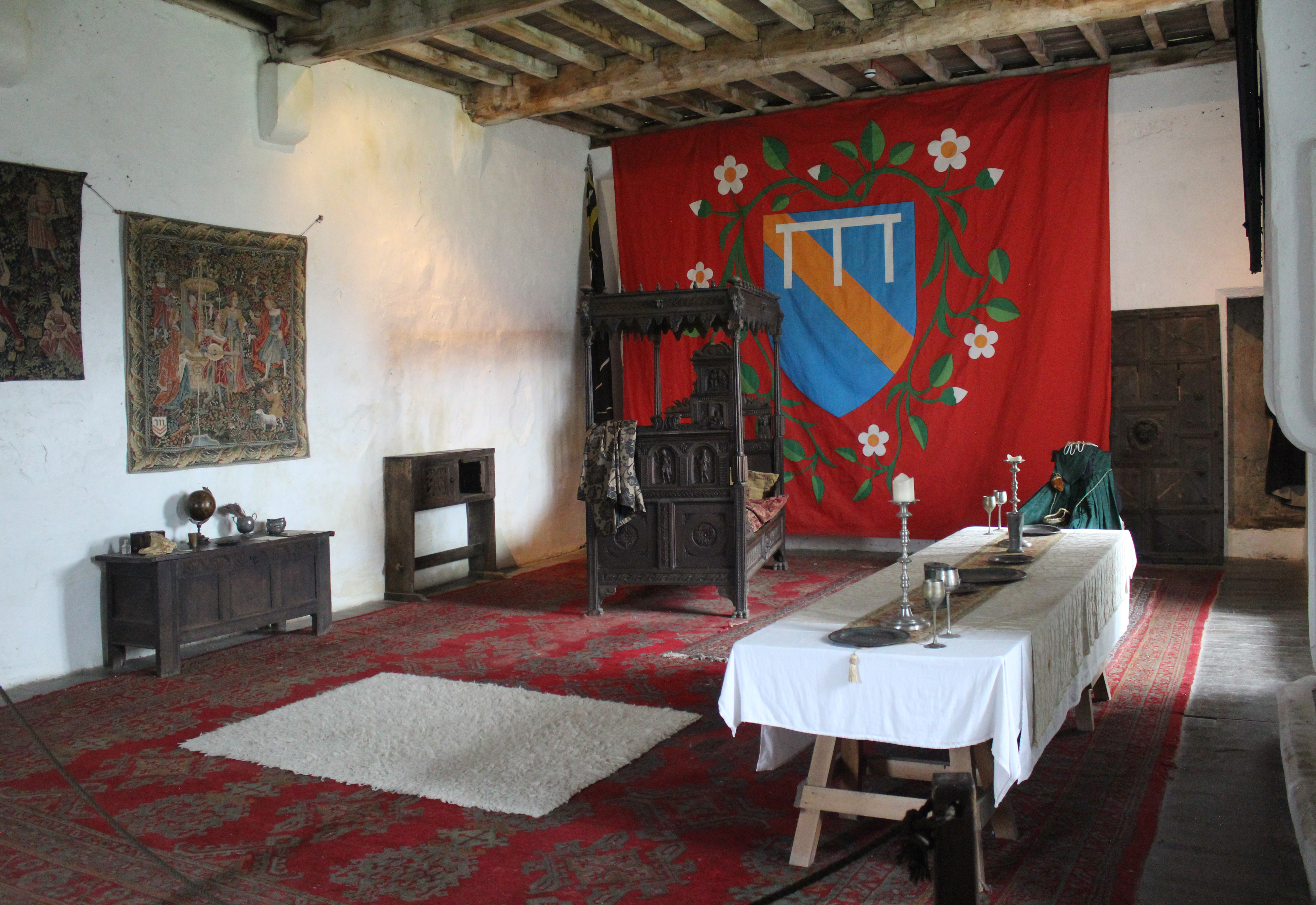
Slaapkamer van Mary in Bolton Castle, waar ze in 1568 werd vastgehouden.

Maria vond de conferentie te York onbevoegd om over haar als koningin te oordelen en bleef afwezig. Later wilde ze zich wel verdedigen op de conferentie van Westminster, maar Elizabeth weigerde toelating. Moray legde acht brieven in het Frans van Mary aan Bothwell voor als bewijs, samen met twee huwelijkscontracten en enkele sonnetten, gevonden in een met zilver ingelegd kistje, opgesmukt met het monogram van koning Frans II. Maria stelde dat het om vervalsingen ging. De voorzitter van de conferentie Thomas Howard, 4th Duke of Norfolk schreef op 11 oktober 1568 aan Elizabeth dat ze de schuld van Maria bewezen als ze echt waren. Moray zond in september een bode naar Dunbar om een kopie van de echtscheidingsakte van Bothwell. De conferenties kwamen niet tot schuld of vrijspraak. Moray keerde terug naar Schotland als regent en Maria bleef opgesloten in Engeland. Ze kreeg een luxueus huisarrest, met een staf van ten minste zestien bedienden en verhuisde regelmatig naar andere kastelen. Ook bracht ze zeven zomers door in de thermale badplaats Buxton.
Als katholiek familielid van de protestantse koningin Elizabeth I van Engeland maakte ze echter aanspraak op de Engelse troon. Katholieken vestigden hun hoop op Maria als de in hun ogen rechtmatige erfgename van de troon. Aldus werd de Schotse koningin een bedreiging voor Elizabeth. Uiteindelijk werd Maria opgesloten in het afgelegen kasteel Fotheringhay.
In 1587 werd haar naam genoemd in de samenzwering van Babington (een plan om Elizabeth te vermoorden en te vervangen door Maria). Zij had schriftelijk ingestemd met het moordcomplot tegen Elizabeth I waarbij zes edelen de door katholieken als onwettig beschouwde Elizabeth moesten vermoorden en Maria op de troon zetten, zodat het katholieke geloof in Engeland weer hersteld kon worden. Francis Walsingham ondermijnde het plan en gaf Elizabeth daarmee een reden om Maria van Schotland te executeren. Na een proces werd zij ter dood veroordeeld en onthoofd. Maria Stuart was 44 jaar toen ze werd geëxecuteerd. Toen de beul het afgehakte hoofd aan het volk wilde tonen, hield hij een donkerharige pruik in zijn hand. Op de grond lag het hoofd met hoofdhaar dat al helemaal grijs was.

## Kwartierstaat (voorouders)
| Jacobus III van Schotland (1451-1488) | Jacobus III van Schotland (1451-1488) | Jacobus III van Schotland (1451-1488) | Jacobus III van Schotland (1451-1488) | Jacobus III van Schotland (1451-1488) | Jacobus III van Schotland (1451-1488) | Margreet van Denemarken (1456-1486)  | Margreet van Denemarken (1456-1486)  | Margreet van Denemarken (1456-1486)  | Margreet van Denemarken (1456-1486)  | Margreet van Denemarken (1456-1486) | Margreet van Denemarken (1456-1486) |                                     |                                     | Hendrik VII van Engeland (1457-1509) | Hendrik VII van Engeland (1457-1509) | Hendrik VII van Engeland (1457-1509) | Hendrik VII van Engeland (1457-1509) | Hendrik VII van Engeland (1457-1509) | Hendrik VII van Engeland (1457-1509) | Elizabeth van York (1466-1503) | Elizabeth van York (1466-1503) | Elizabeth van York (1466-1503) | Elizabeth van York (1466-1503) | Elizabeth van York (1466-1503) | Elizabeth van York (1466-1503) |                            |                            | René II van Lotharingen (1451-1508) | René II van Lotharingen (1451-1508) | René II van Lotharingen (1451-1508) | René II van Lotharingen (1451-1508) | René II van Lotharingen (1451-1508) | René II van Lotharingen (1451-1508) | Filippa van Egmont (1467-1547)     | Filippa van Egmont (1467-1547)     | Filippa van Egmont (1467-1547)     | Filippa van Egmont (1467-1547)     | Filippa van Egmont (1467-1547)    | Filippa van Egmont (1467-1547)    |                             |                             | Frans van Bourbon-Vendôme (1470-1495) | Frans van Bourbon-Vendôme (1470-1495) | Frans van Bourbon-Vendôme (1470-1495) | Frans van Bourbon-Vendôme (1470-1495) | Frans van Bourbon-Vendôme (1470-1495) | Frans van Bourbon-Vendôme (1470-1495) | Maria van Saint-Pol (ca. 1472-1547) | Maria van Saint-Pol (ca. 1472-1547) | Maria van Saint-Pol (ca. 1472-1547) | Maria van Saint-Pol (ca. 1472-1547) | Maria van Saint-Pol (ca. 1472-1547) | Maria van Saint-Pol (ca. 1472-1547) |  |  |  |  |  |  |  |  |  |  |  |  |  |  |  |  |  |  |  |  |  |  |  |  |  |  |  |  |  |  |  |  |  |  |  |  |  |  |  |  |  |  |  |  |  |  |  |  |
| Jacobus III van Schotland (1451-1488) | Jacobus III van Schotland (1451-1488) | Jacobus III van Schotland (1451-1488) | Jacobus III van Schotland (1451-1488) | Jacobus III van Schotland (1451-1488) | Jacobus III van Schotland (1451-1488) | Margreet van Denemarken (1456-1486)  | Margreet van Denemarken (1456-1486)  | Margreet van Denemarken (1456-1486)  | Margreet van Denemarken (1456-1486)  | Margreet van Denemarken (1456-1486) | Margreet van Denemarken (1456-1486) |                                     |                                     | Hendrik VII van Engeland (1457-1509) | Hendrik VII van Engeland (1457-1509) | Hendrik VII van Engeland (1457-1509) | Hendrik VII van Engeland (1457-1509) | Hendrik VII van Engeland (1457-1509) | Hendrik VII van Engeland (1457-1509) | Elizabeth van York (1466-1503) | Elizabeth van York (1466-1503) | Elizabeth van York (1466-1503) | Elizabeth van York (1466-1503) | Elizabeth van York (1466-1503) | Elizabeth van York (1466-1503) |                            |                            | René II van Lotharingen (1451-1508) | René II van Lotharingen (1451-1508) | René II van Lotharingen (1451-1508) | René II van Lotharingen (1451-1508) | René II van Lotharingen (1451-1508) | René II van Lotharingen (1451-1508) | Filippa van Egmont (1467-1547)     | Filippa van Egmont (1467-1547)     | Filippa van Egmont (1467-1547)     | Filippa van Egmont (1467-1547)     | Filippa van Egmont (1467-1547)    | Filippa van Egmont (1467-1547)    |                             |                             | Frans van Bourbon-Vendôme (1470-1495) | Frans van Bourbon-Vendôme (1470-1495) | Frans van Bourbon-Vendôme (1470-1495) | Frans van Bourbon-Vendôme (1470-1495) | Frans van Bourbon-Vendôme (1470-1495) | Frans van Bourbon-Vendôme (1470-1495) | Maria van Saint-Pol (ca. 1472-1547) | Maria van Saint-Pol (ca. 1472-1547) | Maria van Saint-Pol (ca. 1472-1547) | Maria van Saint-Pol (ca. 1472-1547) | Maria van Saint-Pol (ca. 1472-1547) | Maria van Saint-Pol (ca. 1472-1547) |  |  |  |  |  |  |  |  |  |  |  |  |  |  |  |  |  |  |  |  |  |  |  |  |  |  |  |  |  |  |  |  |  |  |  |  |  |  |  |  |  |  |  |  |  |  |  |  |
|                                       |                                       |                                       |                                       |                                       |                                       |                                      |                                      |                                      |                                      |                                     |                                     |                                     |                                     |                                      |                                      |                                      |                                      |                                      |                                      |                                |                                |                                |                                |                                |                                |                            |                            |                                     |                                     |                                     |                                     |                                     |                                     |                                    |                                    |                                    |                                    |                                   |                                   |                             |                             |                                       |                                       |                                       |                                       |                                       |                                       |                                     |                                     |                                     |                                     |                                     |                                     |  |  |  |  |  |  |  |  |  |  |  |  |  |  |  |  |  |  |  |  |  |  |  |  |  |  |  |  |  |  |  |  |  |  |  |  |  |  |  |  |  |  |  |  |  |  |  |  |
|                                       |                                       |                                       |                                       | Jacobus IV van Schotland (1473-1513)  | Jacobus IV van Schotland (1473-1513)  | Jacobus IV van Schotland (1473-1513) | Jacobus IV van Schotland (1473-1513) | Jacobus IV van Schotland (1473-1513) | Jacobus IV van Schotland (1473-1513) |                                     |                                     |                                     |                                     |                                      |                                      | Margaretha Tudor (1489-1541)         | Margaretha Tudor (1489-1541)         | Margaretha Tudor (1489-1541)         | Margaretha Tudor (1489-1541)         | Margaretha Tudor (1489-1541)   | Margaretha Tudor (1489-1541)   |                                |                                |                                |                                |                            |                            |                                     |                                     |                                     |                                     | Claude van Lotharingen (1496-1550)  | Claude van Lotharingen (1496-1550)  | Claude van Lotharingen (1496-1550) | Claude van Lotharingen (1496-1550) | Claude van Lotharingen (1496-1550) | Claude van Lotharingen (1496-1550) |                                   |                                   |                             |                             |                                       |                                       | Antoinette van Bourbon (1494-1583)    | Antoinette van Bourbon (1494-1583)    | Antoinette van Bourbon (1494-1583)    | Antoinette van Bourbon (1494-1583)    | Antoinette van Bourbon (1494-1583)  | Antoinette van Bourbon (1494-1583)  |                                     |                                     |                                     |                                     |  |  |  |  |  |  |  |  |  |  |  |  |  |  |  |  |  |  |  |  |  |  |  |  |  |  |  |  |  |  |  |  |  |  |  |  |  |  |  |  |  |  |  |  |  |  |  |  |
|                                       |                                       |                                       |                                       | Jacobus IV van Schotland (1473-1513)  | Jacobus IV van Schotland (1473-1513)  | Jacobus IV van Schotland (1473-1513) | Jacobus IV van Schotland (1473-1513) | Jacobus IV van Schotland (1473-1513) | Jacobus IV van Schotland (1473-1513) |                                     |                                     |                                     |                                     |                                      |                                      | Margaretha Tudor (1489-1541)         | Margaretha Tudor (1489-1541)         | Margaretha Tudor (1489-1541)         | Margaretha Tudor (1489-1541)         | Margaretha Tudor (1489-1541)   | Margaretha Tudor (1489-1541)   |                                |                                |                                |                                |                            |                            |                                     |                                     |                                     |                                     | Claude van Lotharingen (1496-1550)  | Claude van Lotharingen (1496-1550)  | Claude van Lotharingen (1496-1550) | Claude van Lotharingen (1496-1550) | Claude van Lotharingen (1496-1550) | Claude van Lotharingen (1496-1550) |                                   |                                   |                             |                             |                                       |                                       | Antoinette van Bourbon (1494-1583)    | Antoinette van Bourbon (1494-1583)    | Antoinette van Bourbon (1494-1583)    | Antoinette van Bourbon (1494-1583)    | Antoinette van Bourbon (1494-1583)  | Antoinette van Bourbon (1494-1583)  |                                     |                                     |                                     |                                     |  |  |  |  |  |  |  |  |  |  |  |  |  |  |  |  |  |  |  |  |  |  |  |  |  |  |  |  |  |  |  |  |  |  |  |  |  |  |  |  |  |  |  |  |  |  |  |  |
|                                       |                                       |                                       |                                       |                                       |                                       |                                      |                                      |                                      |                                      | Jacobus V van Schotland (1512-1542) | Jacobus V van Schotland (1512-1542) | Jacobus V van Schotland (1512-1542) | Jacobus V van Schotland (1512-1542) | Jacobus V van Schotland (1512-1542)  | Jacobus V van Schotland (1512-1542)  |                                      |                                      |                                      |                                      |                                |                                |                                |                                |                                |                                |                            |                            |                                     |                                     |                                     |                                     |                                     |                                     |                                    |                                    |                                    |                                    | Maria van Guise (1515-1560)       | Maria van Guise (1515-1560)       | Maria van Guise (1515-1560) | Maria van Guise (1515-1560) | Maria van Guise (1515-1560)           | Maria van Guise (1515-1560)           |                                       |                                       |                                       |                                       |                                     |                                     |                                     |                                     |                                     |                                     |  |  |  |  |  |  |  |  |  |  |  |  |  |  |  |  |  |  |  |  |  |  |  |  |  |  |  |  |  |  |  |  |  |  |  |  |  |  |  |  |  |  |  |  |  |  |  |  |
|                                       |                                       |                                       |                                       |                                       |                                       |                                      |                                      |                                      |                                      | Jacobus V van Schotland (1512-1542) | Jacobus V van Schotland (1512-1542) | Jacobus V van Schotland (1512-1542) | Jacobus V van Schotland (1512-1542) | Jacobus V van Schotland (1512-1542)  | Jacobus V van Schotland (1512-1542)  |                                      |                                      |                                      |                                      |                                |                                |                                |                                |                                |                                |                            |                            |                                     |                                     |                                     |                                     |                                     |                                     |                                    |                                    |                                    |                                    | Maria van Guise (1515-1560)       | Maria van Guise (1515-1560)       | Maria van Guise (1515-1560) | Maria van Guise (1515-1560) | Maria van Guise (1515-1560)           | Maria van Guise (1515-1560)           |                                       |                                       |                                       |                                       |                                     |                                     |                                     |                                     |                                     |                                     |  |  |  |  |  |  |  |  |  |  |  |  |  |  |  |  |  |  |  |  |  |  |  |  |  |  |  |  |  |  |  |  |  |  |  |  |  |  |  |  |  |  |  |  |  |  |  |  |
|                                       |                                       |                                       |                                       |                                       |                                       |                                      |                                      |                                      |                                      |                                     |                                     |                                     |                                     |                                      |                                      |                                      |                                      |                                      |                                      |                                |                                |                                |                                |                                |                                |                            |                            |                                     |                                     |                                     |                                     |                                     |                                     |                                    |                                    |                                    |                                    |                                   |                                   |                             |                             |                                       |                                       |                                       |                                       |                                       |                                       |                                     |                                     |                                     |                                     |                                     |                                     |  |  |  |  |  |  |  |  |  |  |  |  |  |  |  |  |  |  |  |  |  |  |  |  |  |  |  |  |  |  |  |  |  |  |  |  |  |  |  |  |  |  |  |  |  |  |  |  |
|                                       |                                       |                                       |                                       |                                       |                                       |                                      |                                      |                                      |                                      |                                     |                                     |                                     |                                     |                                      |                                      |                                      |                                      |                                      |                                      |                                |                                |                                |                                |                                |                                |                            |                            |                                     |                                     |                                     |                                     |                                     |                                     |                                    |                                    |                                    |                                    |                                   |                                   |                             |                             |                                       |                                       |                                       |                                       |                                       |                                       |                                     |                                     |                                     |                                     |                                     |                                     |  |  |  |  |  |  |  |  |  |  |  |  |  |  |  |  |  |  |  |  |  |  |  |  |  |  |  |  |  |  |  |  |  |  |  |  |  |  |  |  |  |  |  |  |  |  |  |  |
|                                       |                                       |                                       |                                       |                                       |                                       |                                      |                                      |                                      |                                      |                                     |                                     |                                     |                                     | Jacobus Stewart (1540-1541)          | Jacobus Stewart (1540-1541)          | Jacobus Stewart (1540-1541)          | Jacobus Stewart (1540-1541)          | Jacobus Stewart (1540-1541)          | Jacobus Stewart (1540-1541)          |                                |                                |                                |                                | Arthur Stewart (1541-1541)     | Arthur Stewart (1541-1541)     | Arthur Stewart (1541-1541) | Arthur Stewart (1541-1541) | Arthur Stewart (1541-1541)          | Arthur Stewart (1541-1541)          |                                     |                                     |                                     |                                     | Maria I van Schotland (1542-1587)  | Maria I van Schotland (1542-1587)  | Maria I van Schotland (1542-1587)  | Maria I van Schotland (1542-1587)  | Maria I van Schotland (1542-1587) | Maria I van Schotland (1542-1587) |                             |                             |                                       |                                       |                                       |                                       |                                       |                                       |                                     |                                     |                                     |                                     |                                     |                                     |  |  |  |  |  |  |  |  |  |  |  |  |  |  |  |  |  |  |  |  |  |  |  |  |  |  |  |  |  |  |  |  |  |  |  |  |  |  |  |  |  |  |  |  |  |  |  |  |